# Ignatius Anthony Catanello
Ignatius Anthony Catanello (* 23. Juli 1938 in Brooklyn, New York City; † 11. März 2013 in Queens Village, Queens, New York City) war Weihbischof in Brooklyn.

## Leben
Ignatius Catanello studierte Philosophie und Katholische Theologie am St. Francis College in Brooklyn und am Immaculate Conception Seminary in Huntington. Am 28. Mai 1966 empfing er durch Bryan McEntegart, Bischof von Brooklyn, die Priesterweihe. Als Seelsorger war er in den Pfarre St. Rita, Long Island City, St. Helen, Howard Beach, St. Ann, Flushing und Our Lady of Angels, Bay Ridge, tätig. Nach einem Masterabschluss in Theologie an der St. John’s University (New York) promovierte er in Religionspädagogik an der New York University. Catanello war 27 Jahre lang Theologieprofessor an der St. John’s University. Er war langjähriger Präsident des Diözesansenates der Priester und des Priests' Councils of New York. 1988 wurde er Generalvikar von Queens. 1991 wurde er Rektor des Cathedral Preparatory Seminary in  Elmhurst.
Papst Johannes Paul II. ernannte ihn am 28. Juni 1994 zum Titularbischof von Deultum und Weihbischof in Brooklyn. Die Bischofsweihe spendete ihm der Bischof von Brooklyn, Thomas Vose Daily, am 22. August 1994 in der Basilika Our Lady of Perpetual Help, Brooklyn; Mitkonsekratoren waren Joseph Michael Sullivan, Weihbischof in Brooklyn, und René Arnold Valero, Weihbischof in Brooklyn. Sein bischöfliches Motto war regnum Dei intra vos est (Lk 17,21).
Catanello hatte zehn Jahre lang den Vorsitz der Diözesankommission für die Ökumene inne. Er engagierte sich für den interreligiösen Dialog zwischen Christen und Muslimen im Osten der USA.
Am 20. September 2010 nahm Papst Benedikt XVI. seinen Rücktritt aus gesundheitlichen Gründen an. Er war von 1989 bis 2011 zudem als Seelsorger in der Pfarre Holy Family in Flushing, New York, tätig.

## Ehrungen
- President's Medal der St. John’s University New York (1975)
- Ehrendoktorwürde der Rechtswissenschaften der St. John’s University New York (1989)
- Ernennung zum Monsignore durch Papst Johannes Paul II. (1989)
- Distinguished Service Award des LaGuardia College, NY